# Romeinse Republiek (1798-1799)
De (tweede) Romeinse Republiek was een Franse satellietstaat die op 15 februari 1798 werd geschapen uit het gebied van de Kerkelijke Staat nadat Franse troepen een opstand in Rome hadden neergeslagen en de stad hadden bezet. Het bestuur van deze staat was in handen van zeven consuls.
Paus Pius VI verzette zich tegen deze annexatie. Hij werd derhalve door Napoleon Bonaparte gevangengenomen en naar Frankrijk overgebracht, alwaar hij in 1799 stierf. Ferdinand IV van Napels veroverde de staat in november 1798 maar werd een maand later door de Fransen teruggeslagen. Gedurende de Tweede Coalitieoorlog werden de Fransen uit Italië verjaagd en in juli 1799 werd de Republiek opgeheven. Napoleon heroverde Italië in 1800. Om de nieuwe paus Pius VII gunstig te stemmen voor het Concordaat van 1801 stond hij deze echter toe de Kerkelijke Staat te behouden.
De naam Romeinse Republiek werd in 1849 weer korte tijd nieuw leven ingeblazen; zie Romeinse Republiek (1849). Ook in de Oudheid was er, enkele eeuwen, een Romeinse Republiek.
- Bibliothèque nationale de France: cb12139614r (data)
- Gemeinsame Normdatei: 1086909909
- Library of Congress Control Number: nr2003028877
- Nationale Bibliotheek van Israël: 987007494233005171
- Virtual International Authority File: 141188250
- WorldCat: E39PBJwhwTxCYyWWFF9Gxfv8md